# フィリップ・ピシュチェク
フィリップ・ピシュチェク（ポーランド語: Filip Piszczek、1995年5月26日 - ）は、ポーランド・ノヴィ・タルク出身のプロサッカー選手。ポジションはFW。

## 来歴
LKSルバニ・ティルマノヴァの下部組織出身で、2012年にトップチームに昇格、2013年はLKSルバニ・マニョヴィに期限付き移籍した。2014年3月5日にIリガのMKSサンデツヤ・ノヴィ・ソンチへ完全移籍、2014年中は期限付き移籍先のMKSポプラト・ムシナ（IIIリガ）でプレーした後、2015年よりMKSサンデツヤ・ノヴィ・ソンチに復帰、2018年まで同チームでプレーした。
2018年7月1日、エクストラクラサのKSクラコヴィアに加入、移籍金は6万ユーロ（当時のレートで約767万円）にも上った。2020年1月31日、セリエBのトラーパニ・カルチョに期限付き移籍、同年8月31日の期限付き移籍期間満了に伴い、KSクラコヴィアに復帰した。
2022年2月25日、ヤギエロニア・ビャウィストクと6か月の契約を締結、2月27日のヴァルタ・ポズナン戦でデビューを果たした。
2022年7月15日、FC今治への完全移籍が発表された。背番号は47。
2024年1月30日、双方合意の下に今治との契約を解除。
2024年2月21日、アイルランドのボヘミアンFCに複数年契約で加入。しかし、11月3日に他の数名の選手らとともに退団する旨が発表された。 

## 人物
趣味は登山。特技は卓球。既婚。

## 個人成績
| 国内大会個人成績 | 国内大会個人成績 | 国内大会個人成績 | 国内大会個人成績 | 国内大会個人成績 | 国内大会個人成績 | 国内大会個人成績 | 国内大会個人成績 | 国内大会個人成績 | 国内大会個人成績 | 国内大会個人成績 | 国内大会個人成績 |
| 年度             | クラブ           | 背番号           | リーグ           | リーグ戦         | リーグ戦         | リーグ杯         | リーグ杯         | オープン杯       | オープン杯       | 期間通算         | 期間通算         |
| 年度             | クラブ           | 背番号           | リーグ           | 出場             | 得点             | 出場             | 得点             | 出場             | 得点             | 出場             | 得点             |
| 日本             | 日本             | 日本             | 日本             | リーグ戦         | リーグ戦         | リーグ杯         | リーグ杯         | 天皇杯           | 天皇杯           | 期間通算         | 期間通算         |
| ---------------- | ---------------- | ---------------- | ---------------- | ---------------- | ---------------- | ---------------- | ---------------- | ---------------- | ---------------- | ---------------- | ---------------- |
| 2022             | 今治             | 47               | J3               | 5                | 0                | -                | -                | -                | -                | 5                | 0                |
| 2023             | 今治             | 47               | J3               |                  |                  | -                | -                |                  |                  |                  |                  |
| 通算             | 日本             | 日本             | J3               | 5                | 0                | -                | -                | -                | -                | 5                | 0                |
| 総通算           | 総通算           | 総通算           | 総通算           | 5                | 0                | -                | -                | -                | -                | 5                | 0                |

## タイトル
MKSサンデツヤ・ノヴィ・ソンチ
- Iリガ：1回 (2016-17（ポーランド語版）)

KSクラコヴィア
- ポーランド・カップ：1回 (2019-20（ポーランド語版）)
- ポーランド・スーパーカップ（ポーランド語版）：1回 (2020（ポーランド語版）)